# 布鲁克林篮网
布魯克林籃網（英語：Brooklyn Nets），是一支位於美國紐約州紐約市布魯克林區的NBA籃球隊，分屬於東區的大西洋組，主場為巴克萊中心，現任球隊老闆是加拿大籍及中華民國籍商人蔡崇信。
球队曾在1974年和1976年夺得ABA总冠军。在1976年加入NBA联盟后，最佳成绩是在2002年和2003年的季後賽获得东部冠军，晉級总决赛，但最終未能夺得总冠军。
球队的最大宿敌是相同位於紐約市的纽约尼克斯，其次是同赛区的波士顿凯尔特人及多伦多猛龙。

## 隊名簡介
在1967年加入ABA之初，球队被命名为“新泽西美洲人”，成为一家在新泽西州提內克某个被改造过的兵工厂里打球的乡下球隊。
1968年，球队經營者考虑到新泽西州的市場不景气，把球队搬迁到紐約州的長島。由于当时纽约已有两支职业球队分别叫大都会（Mets，棒球队）和喷射机（Jets，美式足球队），纽约的一位记者建議老闆將队名改为“篮网(Nets)”，队名和前两支球队合辙押韵，这一建议得到球队老闆的采纳。

## 歷史

### 新泽西美洲人（1967-1968）
美洲人在其处子赛季取得36胜42负的战绩，一月份从奥克兰橡树换来的列文·塔特成为球队的得分王，每场可以砍下23.6分，在ABA排名第三。在篮板方面，惠特尼每场抢下12.9个篮板，为全队最高。常规赛结束后，36胜42负的战绩和肯塔基上校相同，需进行附加赛，但美洲人落败，无缘季后赛。

### 纽约篮网（1968-1977）

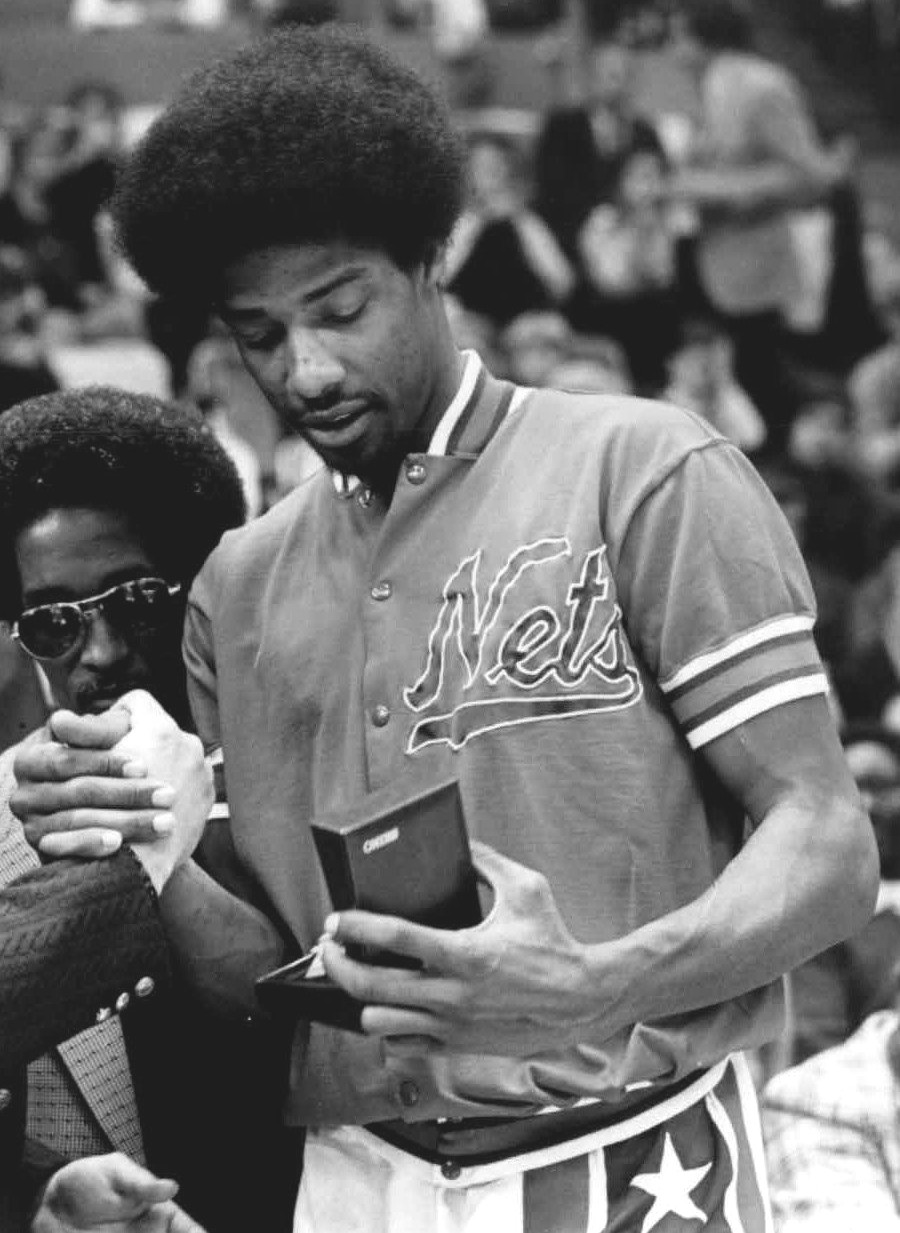
纽约篮网时期的“J博士”朱利叶斯·欧文

1973-74 ABA賽季，篮网取得了55胜29负的绝佳成绩，并拿下东区头名。从弗吉尼亚绅士新加盟的“J博士”朱利叶斯·欧文成为联盟的得分王，助攻排在联盟第六，抢断和盖帽都排在联盟第三，并最终荣膺最有价值球员。在季后赛首轮以4-1轻取弗吉尼亚绅士，东区决赛里以每场12分的优势横扫肯塔基上校，进军总决赛。在总决赛中，顺利的在15934名球迷面前击败犹他明星获得ABA总冠军。
1974-75 ABA賽季，篮网取得了58胜26负的战绩，但是一场附加赛的失利使肯塔基上校成为东区第一。季后赛首轮篮网对上32胜52负的圣路易斯精神。篮网队在第一场比赛轻松赢得，但之后被直落四局击倒，卫冕失败。
1975-76 ABA賽季开始前一个月，篮网和丹佛掘金这两支ABA当时的最强球队，向NBA递交了加入申请，但这个赛季仍然在ABA联盟中打球。篮网在常规赛里继续表现出色，球队取得了55场胜利，仅仅比第一的丹佛少了五场，朱利叶斯·欧文以每场29.3分成为联盟得分王。篮网在联盟半决赛中艰难地以4-3击败圣安东尼奥马刺，在总决赛中以4-1击败丹佛掘金，三年内第二次成为ABA总冠军。在球员方面，欧文在季后赛每场砍下34.7分，获得季后赛MVP奖杯，同时还拿到个人第三座常规赛MVP奖杯。
在得到这个总冠军后，ABA和NBA达成协议，纽约篮网、圣安东尼奥马刺、丹佛掘金和印第安纳步行者四支球队将会加入NBA联盟，篮网还交出了320万美金给NBA作为“入会费”。
在ABA被NBA合并後，朱利叶斯·欧文与球队因薪资问题发生争拗，结果“J博士”在1976-77 NBA赛季开始前一天被交易至费城76人。结果篮网在NBA的首赛季成绩是全联盟最烂的22胜60负，球队还是联盟里唯一一支赛季总得分没能超过8000分的球队。在那些完成了赛季的球员中，得分最多的是罗伯特·霍金斯，出赛52次，每场拿下19.3分。

### 紐澤西籃網（1977-2012）
1977-78年赛季前，篮网的主场搬回了新泽西皮斯卡塔韦的罗格斯竞技中心（Rutgers Athletic Center），並更名为“新泽西篮网”。

#### 斯蒂芬·马布里時代（1999-2001）
1999年3月11日，篮网通过一个涉及3队8名队员的爆炸性交易中得到了1996年NBA选秀中第一轮第四顺位的斯蒂芬·马布里。1998-99年赛季马布里在篮网打了31场比赛，每场可以拿到23.4分和8.7个助攻。
1999-00年赛季，马布里送出了自己第2000次助攻，肯达尔·吉尔射下生涯第10000分，但是球队只取得31胜51负的战绩再次无缘季后赛。这个赛季篮网的命运跌宕起伏，球队先以队史上最差的2胜15负开局，但在赛季例行赛还剩3周的时候，仍非常有希望拿下一个季后赛席位，但伤病再一次摧毁了球队。
2000-01年赛季，拜伦·斯科特执教篮网的第一个赛季无法让球队进入设想的轨道，由於队中的伤病过多，球队以26胜56负结束了赛季，连续第三次无缘季后赛。

#### 三劍客時代（2001-2008）

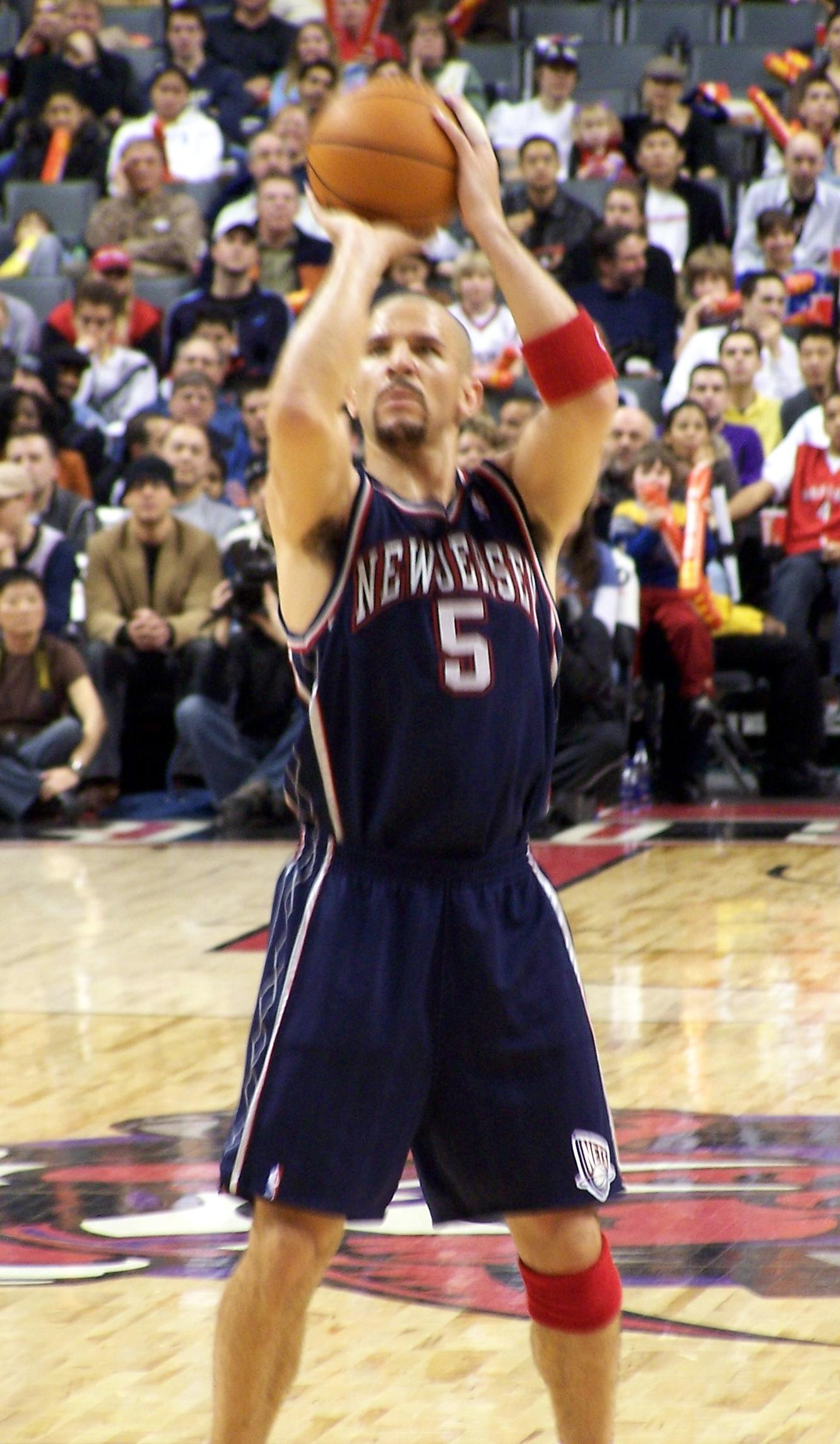
新泽西篮网时期的贾森·基德

2001-02年赛季，篮网取得了队史最佳的52胜30敗。球队囊括了大西洋赛区冠军和2002年季後賽东区冠军的奖杯，並杀入总决赛，但输给了洛杉矶湖人，而这一切都从贾森·基德被换到球队开始。贾森·基德在这个赛季成为史上五大三双制造机之一。
2002-03年赛季，二年级生理查德·杰弗森在小前锋位置上的优异表现，肯扬·马丁依然是东部最具统治力的大前锋之一，贾森·基德保持着其领导力，引领着球队前进。篮网在2003年季後賽横扫了波士顿凯尔特人和底特律活塞，连续第二年进入总决赛，但在总决赛中2-4输给圣安东尼奥马刺，再次无缘总冠军。
2003-04年赛季，基德成为自由球员，在有被連續兩季帶進總決賽的背書下，拒绝了圣安东尼奥马刺的追求決定與篮网续约，同时球队签下阿朗佐·莫宁，但被视为夺冠最后一块拼图的莫宁很快因为肾病整季报销。这一赛季，球队依然拿下了大西洋赛区冠军的头衔，但在东区半决赛输给后来的总冠军底特律活塞。篮网曾在底特律通过传奇的三加时比赛赢得了半决赛第五场的胜利，但轻易地输掉了第六场在主场的比赛，最终球队以总比分3-4被淘汰。
2004-05年赛季至2006-07年赛季，篮网的表现不温不火，在这三个赛季中均获得季后赛门票，但都无法突破第二轮，早早地退出总冠军的争夺。
2008年2月13日，籃網與達拉斯獨行俠完成交易，贾森·基德離隊。籃網漸漸進入重建。該年的選秀會，以第十順位選進布魯克·羅培茲。

#### 紐澤西最後的球季（2008-2012）
2008年6月26日，理查德·杰弗森被交易到密爾瓦基公鹿，換來易建聯和鮑比西蒙斯。杰斐遜及基德的離開，標誌著新時代的來臨。籃網選進了新秀布魯克·洛佩茲和瑞安·安德森，以及克里斯道格拉斯-羅伯茨。並透過簽下老將愛德華多·納赫拉和賈維斯·海耶斯，以及交易奧蘭多控球後衛凱昂·杜林，充實了他們年輕的陣容。籃網以連續第二個 34-48 的戰績結束了本賽季，在東部聯盟中與公鹿隊並列第11名。哈里斯入選了他生涯第一個明星賽，還差點拿到了NBA進步最快球員獎，而洛佩茲在年度最佳新秀中名列第三。
2009年6月26日，籃網將文斯·卡特和瑞安·安德森交易到奧蘭多魔術，換來拉弗·阿爾斯通、考特尼·李和托尼·巴蒂。三劍客正式解體。
在2009-10賽季開局16連敗(輸給沙加緬度國王)後，籃網隊解雇了總教練勞倫斯·弗蘭克。助理教練湯姆·巴里斯擔任臨時總教練。之後球隊輸掉了前兩場比賽，一場作客對洛杉磯湖人，一場在主場迎戰達拉斯獨行俠，以開季18連敗創下NBA歷史上最糟糕的開局紀錄。Kiki Vandeweghe於12月4日取代他擔任總教練，德爾·哈里斯被聘為他的助理教練。球隊在主場終於以97-91擊敗夏洛特山貓取得本季首勝，終結從2008-09賽季最後一場比賽開始的跨季19連敗，並平隊史最差的開局18連敗紀錄。
2010年3月29日，籃網自2003年總決賽以來首次擊敗聖安東尼奧馬刺。這場勝利是他們本賽季的第10場胜利，使他們避免創下有史以來最糟糕的戰績，儘管如此，籃網隊仍以 12-70的戰績結束，成為歷史上第五支單賽季輸掉70場比賽的球隊【前4支分別是：1972-73年 費城76 人(9-73)、1986-87年 洛杉磯快艇 (12-70),1992-93 達拉斯小牛 (11-71) 和 1997-98丹佛金塊(11-71)】。
2010年2月18日，籃網決定搬到新澤西州紐瓦克的保誠中心。籃網將在2010-11賽季開始在紐瓦克比賽，並一直留在那裡直到巴克萊中心在布魯克林落成啟用。進入休賽期，外界普遍非常樂觀，他們最有可能在2010年的NBA選秀中獲得狀元秀，最終約翰·沃爾被選中。然而，幸運之神再一次不站在籃網這邊，籃網隊在選秀中僅獲得了第三順位；他們選擇了喬治亞理工學院的大前鋒德里克·費沃斯。
2010年6月10日，艾弗里·約翰遜被任命為新任主教練。此後不久，山姆·米切爾被任命為助理教練。籃網擁有大把的薪資空間進入自由市場並樂觀地認為他們能夠吸引頂級自由球員。他們向雷霸龍·詹姆士、德韋恩·韋德和克里斯·波什表達追求，並且有薪金空間至少簽下其中一名；然而，這三人都與邁阿密熱火簽約，大把薪資空間無用武之地。
此外，在2000年代初期重建籃網成功的的總管羅德·索恩於2010年6月25日辭職。7月，比利·金被任命為新的總管。
2010年5月12日，NBA官方正式宣布，俄罗斯富豪米哈伊尔·普罗霍罗夫收购篮网一事已被批准。这样一来，前一赛季常规赛中排名最差的篮网实现了根本性的“改朝换代”；普罗霍罗夫由此成为NBA球队第一个来自于北美洲以外，且身高最高（2.06米）的NBA球隊擁有者，他共收购了篮网80%的股权和其新球馆45%的产权。

#### 回歸紐約
2004年，在新澤西州紐瓦克的新球館未能達成交易後，洋基集團將經營權賣給房地產開發商布魯斯·拉特納，他們以3億美元的價格擊敗了由查爾斯·庫什納和喬恩·科辛的團隊。雖然庫什納和科爾津希望將籃網留在新澤西，但拉特納計劃將球隊搬回紐約。2005年，籃網計劃將球隊選址在布魯克林的Prospect Heights附近。新的球館後來被命名為巴克萊中心，將成為拉特納的房地產開發公司建造的名為大西洋場的大規模重建項目的中心。2011-12年赛季结束后，球队正式搬迁至纽约州紐約市布鲁克林区，结束在新泽西的35年历史。

### 布魯克林籃網 （2012-）

#### 威廉斯與強森時期，胡亂速成組隊（2012-2016）
夏季转会期強森、杰拉德·华莱士等明星球员的加盟，以及高薪续约了当家球星德隆·威廉姆斯，球队一跃成为东部极具竞争力的一支球队，结果由纽泽西迁移至布鲁克林的篮网以49勝33負，成功打进睽违已久的季後赛。同時亦打破了NBA多年來球隊遷移或改名之後的球季必定無緣季後赛的宿命。2013年季後赛首轮碰东部第五种子芝加哥公牛，前四场处于1胜3负落后，雖将战局拉到第七战，最终还是93-99不敌公牛止步于首轮。
2013年7月13日，籃網啟動一筆送出杰拉德·华莱士，克里斯·亨弗里斯，基斯·博甘斯，马尚·布鲁克斯，克里斯·约瑟夫，三个未来的选秀权和2017年首轮签的交换权，以換取保罗·皮尔斯，凯文·加内特，杰森·特里和DJ·怀特的恐怖交易，對後面的籃網產生嚴重的影響，該年團隊薪資一飛沖天，來到1.02億美金，豪華稅更是付了8600萬美金。
2013-14年赛季，篮网由前球星贾森·基德作为菜鸟主教练，雖然以10勝21敗的劣勢開局，加上後二來布魯克·羅培茲因傷再度報銷，最终仍是以44胜38败成功打进該年的季後赛。首轮碰到大西洋赛区冠军和第三种子多伦多猛龙，前六场双方3胜3负平手，最后第七场篮网在保罗·皮尔斯關鍵阻攻下，以104-103驚險胜出挺进第二轮，但在第二轮被卫冕冠军迈阿密热火以1-4淘汰，豪華艦隊只維持一個賽季變告瓦解，三名老將各奔東西。
2014-15年赛季，主帅贾森·基德希望自己不只是主教练，还希望拥有人事任命权，但遭到篮网高层否决。最后基德转至密尔沃基雄鹿担任主教练，而篮网将可从雄鹿手中获得2015及2019年的第二轮选秀权，之后任命曼菲斯灰熊的前主帅莱昂内尔·霍林斯为球队新主帅。在这个赛季，篮网队以38胜44败成功打进的季後赛，但在2015年季後赛首轮被东部第一种子和东南赛区冠军亚特兰大鹰以4-2淘汰出局。
2015年夏天，篮网宣布主将德隆·威廉姆斯回乡，和达拉斯小牛签约。2015-16年赛季中段，主帅莱昂内尔·霍林斯下课，助理教练托尼·布朗临时接任主教练一职，同時開除總經理比利·金，改聘請馬刺助理尚恩·馬克斯，馬克斯是馬刺出身，自然不崇尚速成法，選擇一步一腳印將基礎打好，馬上和強森達成買斷，終結D-Will、強森、羅培茲的組合，接著啟動找回年輕潛力作戰，將單換狼王的楊交易至溜馬，換回首輪20號籤，這年經歷動盪的籃網，最终成为东区第二支提前确定无缘季後赛的队伍，這個結果完全在馬克斯的預期之內，原本沒籤的籃網，在該年的選秀會選了克里斯·勒韋爾。

#### 重建期培育新進
2016-17年球季
2016年7月1日，籃網以3年3600萬美元的合約簽下林書豪，與布魯克·羅培茲組成「布魯克-林」(Brook-Lin)連線，同時間簽下騎士、魔術都不要的跑位射手喬·哈里斯，一系列將有潛力的年輕球員帶回的操作並未停止，季中簽下公牛、活塞都不要的史班瑟·丁威迪，同時間又將金留下來的伯格丹諾維奇交易到巫師以換回首輪籤。
2017年4月13日，籃網賽季最後一戰前往芝加哥作客公牛，以73比112慘敗，20勝62敗成為聯盟爐主，再度無緣季後賽，該年的選秀會，籃網用季中交易來的選秀籤選進中鋒賈萊特·艾倫。
2017-18年球季
2017年6月21日，因處於重建，擁有龐大薪資空間，便做起吸收別隊的大爛約，其中湖人為掌握2018年薪資空間，將季莫费·莫兹戈夫與15梯新秀德安杰洛·拉塞尔送至籃網，得到布魯克·羅培茲及2017年選秀首輪27號籤。
2017年10月19日，籃網本季例行賽對戰首場作客印第安納溜馬時，后卫林書豪在第四節帶球上籃落地發生右膝重傷，落地後就扶著右膝，口中喃喃喊著「我不行了」。經過檢查確定為髕骨肌腱受傷，球季報銷。
2018-19年球季

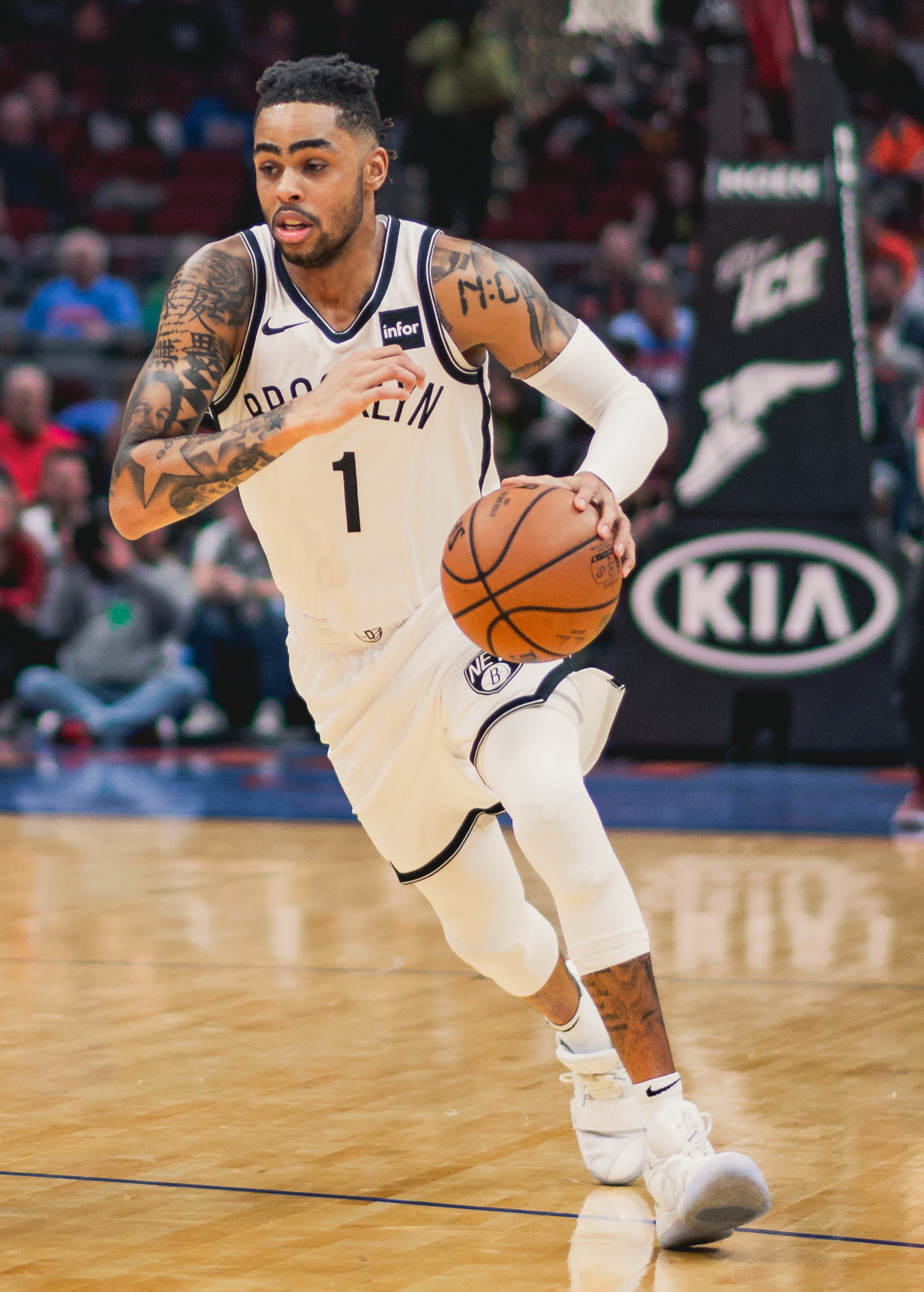
德安傑洛·拉塞爾

籃網管理层通過幾筆清理交易為明年休赛期騰出最多6,500萬的巨大签约空間。並還清2013年休賽期與波士顿凯尔特人臭名昭著的大交易最後一個選秀權，籃網明年起將時隔6年後首次擁有屬於自己的首輪選秀權。隨後與總教練肯尼·阿特金森及他的教練團成員續約。
2019年4年8日，距離季後賽僅差一步的籃網，在全隊將士用命之下，以108比96力克溜馬，不僅終結對戰9連敗，同時以42-40的戰績確定晉級季後賽，這也是籃網自2014-15年賽季以來首度闖進季後賽，首輪迎戰76人，系列賽先搶下第一戰後連敗4場，最後以1比4遭到淘汰。

#### 三巨頭時期
2019-20年球季：雙核受傷
7月1日，凯文·杜兰特宣布加入籃網，加上凯里·欧文和德安德鲁·乔丹加盟。正式組成全新「三巨頭」，但是杜蘭特在總決賽第五戰弄傷阿基里斯腱，須休養一個賽季，三巨頭須至2020-21賽季才會合體。
2020年2月1日，籃網在主場以133比118大勝公牛，此戰欧文以23投19中，高達82.6%命中率狂砍54分，拿下個人本季新高的54分一刻，欧文隨即做出左手指天的動作，向科比·布莱恩特致敬。不僅寫下本季個人新高，這也是聯盟史上繼張伯倫、喬丹之後，史上第3位有此表現者。2月20日，欧文因要進行肩膀手術，賽季報銷。
籃網跟肯尼·阿特金森分道揚鑣，雅克·沃恩將會暫時擔任代理教練。
2020年8月8日，籃網以119:106打敗國王後確定晉級季後賽，最終為東區第7種子，第一輪碰上衛冕軍多倫多暴龍以0:4被橫掃出局，結束賽季。
2020-21年球季：哈登加盟，格里芬、阿爾德里奇等明星帶槍投靠
籃網選擇名人堂後衛史蒂夫·纳什為新任總教練（第23任），合約期為4年，雅克·沃恩將會回到擔任助理總教練角色。2020年10月31日，迈克·德安东尼加盟籃網為助理教練。
截止到2021年1月14日，籃網7勝6負，暫居東部第六。但隊中主要輪換球員史賓賽·丁威迪在開季第三場受傷，膝蓋十字韌帶撕裂，本季可能因此報銷。籃網將申請價值570萬美元傷病特例。
2021年1月13日，根據沃納羅斯基最新報導，籃網在四方交易中得到詹姆斯·哈登，與騎士的次輪選秀權，火箭得到奧拉迪普、艾克森、庫魯斯，還有籃網2022、2024、2024年未保護首輪籤，2021、2023、2025與2027首輪交換權，騎士2022年首輪籤，以及溜馬2輪選秀權等權利。騎士則得到賈萊特·艾倫與唐瑞恩·普林斯，最後溜馬得到卡里斯·勒弗特與次輪選秀權。
2021年3月8日，布雷克·葛里芬被活塞買斷後加盟籃網，將穿上從前未穿過的2號球衣。
2021年3月28日，日前與馬刺完成買斷的長人拉瑪庫斯·阿爾德里奇決定與籃網簽約，這使得目前的籃網陣容合計入選過41次明星賽。
2021年4月15日，在2020-21季中被買斷後加入的拉瑪庫斯·阿爾德里奇宣布將退休，結束15年NBA生涯。本季僅落後費城76人一場勝差，以第二種子殺入季後賽。首輪以4-1淘汰波士頓塞爾提克，繼2014年後晉級第二輪，對決密爾瓦基公鹿。
2021年6月6日，哈登首節只打43秒就因右腿傷勢被迫退場，隨後宣佈不會回歸，但仍在杜蘭特和厄文的帶領下，比賽大半時間都掌控領先優勢，第四節更一度拉開到19分差，最終115比107輕取公鹿，搶下第二輪首勝。
2021年6月8日，繼續在主場迎戰公鹿，再度靠著華麗進攻，全場投進破隊史季後賽紀錄的21記3分彈，加上杜蘭特攻下32分，終場以125比86痛宰公鹿，系列賽取得2比0的領先優勢，連同第一輪已經取得4連勝。
第三戰，雙方投籃手感都不佳情況下，戰況激烈無比，雖然杜蘭特繳30分，但出手多達28次，厄文添22分，布朗貢獻16分、11籃板，以83比86惜敗，系列賽仍2比1領先。
第四戰籃網造訪密爾瓦基，最終以11分分差被公鹿帶走勝利。
2021年6月19日，在主場續戰公鹿，在第四節剩6秒時，杜蘭特最後一記跳投得手，然而這個看似逆轉的三分球卻是踩到了3分線，雙方109比109進入延長。結果籃網111比115落敗，無緣東決舞台。
2021-22年球季：哈登交易到76人，西蒙斯、柯瑞加入
2022年4月9日，118：107擊敗克里夫蘭騎士，最終以第七種子與克里夫蘭騎士爭取季後賽門票，並以115比108拿下第七種子，確定與波士頓凱爾特人季後賽交手，但最終遭橫掃，結束賽季。

#### 三巨頭瓦解，進入重建期
2022-23球季：再次重建並晉級季後賽
2022年11月2日，籃網雖然贏球但球隊決定開除總教練史蒂夫·奈許，預計由雅克·沃恩將會擔任代理總教練角色，11月9日，雅克·沃恩正式擔任總教練。
2023年2月，先後宣布交易凯里·欧文到達拉斯獨行俠，凯文·杜兰特到鳳凰城太陽，正式終結了籃網的「三巨頭」時代。
2023年4月8日，101：84擊敗奧蘭多魔術，最終以第六種子確定搶下季後賽門票，與第三種子費城76人於首輪交手。
第一戰，籃網以101：121敗給76人，籃網布里吉斯攻下全場最高30分，Cameron Johnson攻下18分，丁威迪有14分7助攻，但他們還是在系列賽中以0比1落後，第二戰，籃網浪費了上半場的領先，雖然試圖跟七六人抵抗，無奈下半場嚴重熄火，最終以84：96落敗，在系列賽以0：2落後。2023年4月21日，夏登、克拉克斯頓先後在第3、4節被驅逐出場，但依然無法將領先守成，主場97比102惜敗，系列賽陷入0勝3負被聽牌。第4戰，儘管丁威迪有20分6助攻，克拉克斯頓有19分12籃板，布里吉斯攻下17分，但是籃網未把握對手明星中鋒恩比德因右膝拉傷缺陣，籃網仍在主場以88比96敗給76人，為該年季後賽首輪唯一遭到橫掃出局的隊伍。
2023-24年球季：
2024年2月19日，根據Adrian Wojnarowski報導雅克·沃恩被籃網隊解僱，由助理教練凱文·奧利接替。
2024年4月15日，根據Adrian Wojnarowski報導籃網預計聘請Jordi Fernandez當下一季總教練。
2023–24賽季，籃網以32勝50敗的戰績，無緣季後賽。
2024-25年球季：
2024–25賽季，籃網以26勝56敗的戰績，再度無緣季後賽。

## 退休球衣號碼
| 布魯克林籃網 退役球衣号码球员 |                   |           |           |
| 背號                          | 球员              | 位置      | 時間      |
| 3                             | 德拉任·彼得罗维奇 | 後衛      | 1991–93   |
| 5                             | 傑森·基德         | 後衛      | 2001–07   |
| 15                            | 文斯·卡特         | 後衛/前鋒 | 2004–09   |
| 23                            | 約翰·威廉姆森     | 後衛      | 1973–80   |
| 25                            | 比爾·梅爾基翁尼   | 後衛      | 1970–1976 |
| 32                            | 朱利葉斯·歐文     | 前鋒      | 1973–76   |
| 52                            | 巴克·威廉姆斯     | 前鋒      | 1981–89   |

## 外部連結
- 官方网站（英文）